# Benjamin Steffen
Benjamin Steffen (n. 8 martie 1982, Basel, Elveția) este un scrimer elvețian specializat pe spadă, cvadruplu campion european pe echipe (în 2004, 2012, 2013 și 2014) și laureat cu medalii de bronz la Campionatul Mondial de Scrimă din 2011, la cel din 2014 și la cel din 2015. La individual a cucerit medalia de argint la Universiada de vară din 2003.
S-a apucat de scrimă la vârsta de șapte ani la sfatul fratelui său mai mare Andreas. Primul său antrenor a fost Georges Drouillard, urmat de Manfred Beckmann. S-a alăturat lotului național al Elveției din cadrul Campionatului Mondial din 2001 de la Nîmes.

## Palmares
Clasamentul la Cupa Mondială
| An  | 2002 | 2003 | 2004 | 2005 | 2006 | 2007 | 2008 | 2009 | 2010 | 2011 | 2012 | 2013 | 2014 | 2015 |
| --- | ---- | ---- | ---- | ---- | ---- | ---- | ---- | ---- | ---- | ---- | ---- | ---- | ---- | ---- |
| Loc | 57   | 40   | 70   | 32   | 10   | 58   | 29   | 34   | 56   | 41   | 37   | 29   | 55   | 13   |